# Oscar Reyes (sollevatore)
Oscar Reyes Martínez (6 ottobre 1996) è un sollevatore cubano naturalizzato italiano, campione mondiale e tre volte campione europeo nella categoria dei pesi medi (fino a 81 kg).

## Carriera
Inizia la carriera di sollevatore nel 2018 gareggiando dapprima nella categoria dei 77 kg e, a partire dall'anno successivo, nella categoria degli 81 kg. vincendo i campionati italiani a Caltanissetta nel 2018, a Ostia Lido nel 2019 e a San Marino nel 2021. Nel torneo preolimpico di Tokyo 2020, svolto l'anno successivo, si classifica terzo.
Ai campionati mondiali di Bogotà del 2022 si piazza al quinto posto. Nel 2023 è campione europeo a Erevan e campione mondiale a Riad; nel torneo europeo si aggiudica anche le medaglie delle specialità singole, mentre nel torneo mondiale vince anche la medaglia d'argento nello strappo. Nel 2024 si conferma campione europeo a Sofia, vincendo anche le medaglie d'oro nello strappo e nello slancio. Ai campionati mondiali di Manama si ritira per infortunio poco prima dello svolgimento della gara. Nel 2025 è per la terza volta consecutiva campione europeo a Chișinău, vincendo la medaglia d'oro anche nello strappo e nello slancio.